# Europaparlamentsvalet i Bulgarien 2007
Europaparlamentsvalet i Bulgarien 2007 ägde rum söndagen den 20 maj 2007. Knappt 6,7 miljoner personer var röstberättigade i valet om de 18 mandat som Bulgarien hade tilldelats innan valet. I valet tillämpade landet ett valsystem med partilistor, Hare-Niemeyers metod och en spärr på 5 procent för småpartier. Bulgarien var inte uppdelat i några valkrestar, utan fungerade som en enda valkrets i valet. Eftersom Bulgarien och Rumänien anslöt sig den 1 januari 2007 till Europeiska unionen, mitt under en valperiod, var de båda medlemsstaterna tvungna att hålla extrainsatta Europaparlamentsval för att utse sina Europaparlamentariker. Bulgarien valde att hålla sitt val i maj 2007. Fram till dess utsågs de bulgariska parlamentarikerna av Bulgariens parlament.
Det liberalkonservativa partiet Medborgare för Bulgariens europeiska utveckling (GERB) var valets vinnare. Partiet vann fem mandat, fyra fler än vad som hade utsetts av parlamentet i samband med Bulgariens anslutning till unionen. Därmed blev GERB det största partiet i Bulgarien. På andra plats hamnade Bulgariska socialistpartiet med sina 21,41 procent och fem mandat, ett färre än tidigare. Rörelsen för rättigheter och friheter ökade med ett mandat, medan Nationella rörelsen för stabilitet och framsteg tappade tre. Det ultranationalistiska Ataka ökade med två mandat.
I valet var endast de unionsmedborgare som var fast bosatta i unionen och hade tillbringat minst 60 dagar av de tre föregående månaderna innan valet inom unionens gränser röstberättigade. Det innebar att 232 800 bulgarer, varav 185 000 turkbulgarer bosatta i Turkiet, inte var röstberättigade. Valdeltagandet var lågt; endast 29,22 procent av de röstberättigade röstade i valet.

## Valresultat
| |         |  |           |        |
| | Andel   |  | Antal     | Mandat |
| Medborgare för Bulgariens europeiska utveckling                                                             | 21,68 % |  | 420 001   | 5      |
| Medborgare för Bulgariens europeiska utveckling                                                             |         |  | +4        |        |
| Bulgariska socialistpartiet                                                                                 | 21,41 % |  | 414 786   | 5      |
| Bulgariska socialistpartiet                                                                                 |         |  | –1        |        |
| Rörelsen för rättigheter och friheter                                                                       | 20,26 % |  | 392 650   | 4      |
| Rörelsen för rättigheter och friheter                                                                       |         |  | +1        |        |
| Ataka | 14,20 % |  | 275 237   | 3      |
| Ataka |         |  | +2        |        |
| Nationella rörelsen för stabilitet och framsteg                                                             | 6,27 %  |  | 121 398   | 1      |
| Nationella rörelsen för stabilitet och framsteg                                                             |         |  | –3        |        |
| Övriga partier och kandidater                                                                               | 16,19 % |  | 313 624   | 0      |
| Övriga partier och kandidater                                                                               |         |  | –3        |        |
| Ogiltiga och blanka röster                                                                                  | 0,91 %  |  | 17 770    | 0      |
| Ogiltiga och blanka röster                                                                                  |         |  | ±0        |        |
| Valdeltagande                                                                                               | 29,22 % |  | 1 955 466 | 18     |
| Valdeltagande                                                                                               |         |  | ±0        |        |
| Antal röstberättigade 6 691 080 05 EPP-ED 05 PES 05 ALDE 00 G/EFA 00 GUE/NGL 00 IND/DEM 00 UEN 03 ITS 00 NI |         |  |           |        |